# كريستوفر هوغ
كريستوفر هوغ (بالإنجليزية: Christopher Hoag)‏ هو ملحن أمريكي، (و. 1900  م).

## وصلات خارجية
- كريستوفر هوغ على موقع IMDb (الإنجليزية)
- كريستوفر هوغ على موقع ميوزك برينز (الإنجليزية)
- كريستوفر هوغ على موقع قاعدة بيانات الفيلم (الإنجليزية)